# Луцій Волузій Сатурнін (консул-суфект 12 року до н. е.)
Луцій Волузій Сатурнін (лат. Lucius Volusius Saturninus, 60 рік до н. е. — 20 рік н. е.) — політичний діяч ранньої Римської імперії, консул-суфект 12 року до н. е.

## Життєпис
Походив з роду нобілів Волузіїв. Син Квінта Волузія Сатурніна, префекта у 51—50 роках до н. е., та Клавдії. З 14 року до н. е. входив до колегії септемвірів епулонів. У 12 році до н. е. став консулом-суфектом разом з Гаєм Валгієм Руфом. Йому надавалися цензорські повноваження для перевірки декурій вершників. З 7 до 6 року до н. е. займав посаду проконсула провінції Африка. У 4—5 роках н. е. був імператорським легатом у провінції Сирія.

## Родина
Дружина — Нонія Полла
Діти:
- Луцій Волузій Сатурнін, консул-суфект 3 року н. е.
- Волузія